# باستيان هينينج
باستيان هينينج (بالألمانية: Bastian Henning)‏ (27 مايو 1983 بكيل في ألمانيا - ) هو لاعب كرة قدم ألماني في مركز الهجوم. لعب مع كيمنتزر و وFC Schönberg 95 ‏ ونادي لوبيك ‏ و.

## وصلات خارجية
- باستيان هينينج على موقع قاعدة بيانات كرة القدم.إي يو (الإنجليزية)
- باستيان هينينج على موقع بيانات كرة القدم. دي إي (الألمانية)
- باستيان هينينج على موقع عالم كرة القدم.نت (الإنجليزية)